# دييغو أورتادو دي مندوثا (شاعر ودبلوماسي)
دييغو أورتادو دي مندوثا إي باتشيكو (بالإسبانية: Diego Hurtado de Mendoza y Pacheco) ـ (1503 ـ 14 أغسطس 1575) هو روائي وشاعر ودبلوماسي ومؤرخ إسباني، كان أيضًا حاكمًا لمسقط رأسه غرناطة.

## مؤلفاته
من أشهر مؤلفات مندوثا التاريخية كتابه «حرب غرناطة» (بالإسبانية: La Guerra de Granada)، الذي أرّخ به لحرب البشرات، ونُشر في مدريد عام 1610، وفي لشبونة عام 1627، ويظهر أن تأخر نشر الكتاب كان مرجعه انتقاد مندوثا الحاد لبعض معاصريه الذين امتدت أعمارهم لما بعد وفاته. ولم تُنشر طبعة كاملة من الكتاب إلا في عام 1730.